# Benedetta Cappa
Benedetta Cappa, detta Beny (Roma, 14 agosto 1897 – Venezia, 15 maggio 1977), è stata una pittrice, scenografa e scrittrice italiana, esponente del Futurismo e moglie di Filippo Tommaso Marinetti.

## Biografia
Proveniente da una famiglia piemontese fu allieva di Giacomo Balla. Dal 1919 sperimentò diverse forme d'arte dalla pittura, alla letteratura, alla scenografia, in linea con la poliedricità del Futurismo. 

Nel 1918 ad una mostra di Balla le fu presentato Filippo Tommaso Marinetti che sposò nel 1923,  con cui ebbe tre figlie: Vittoria, Ala, Luce.
Durante una vacanza al mare, i due inventano una nuova forma d'arte tattile: il Tattilismo, concepito come un'evoluzione multi-sensoriale del Futurismo.
Nel 1929 fu una delle promotrici, insieme a Balla, Depero, Dottori, Fillia, Marinetti, Prampolini, Somenzi e Tato del Manifesto dell'Aeropittura.
Partecipò a cinque edizioni (1926, 1930, 1932, 1934 e 1936) della Biennale di Venezia (nel 1930 fu la prima donna ad avere un'opera pubblicata nel catalogo della Biennale) e a tre della Quadriennale di Roma (1931, 1935, 1939).
Negli anni trenta, e precisamente nel 1938,  dipinse a Palermo 5 grandi pannelli (sei metri e mezzo per dieci) raffiguranti le comunicazioni terrestri, marine, aeree, telegrafiche, radiofoniche (nel 2015 esposti presso il Museo Guggenheim di New York),   per la Sala del Consiglio del palazzo delle Poste di Palermo, splendido esempio di architettura del razionalismo
.

## Opere letterarie
Scrisse alcuni romanzi sperimentali e un poema:
- Le forze umane: romanzo astratto con sintesi grafiche, Campitelli, 1924.
- Viaggio di Gararà:  romanzo cosmico per teatro, Monreale, 1931.
- Astra e il sottomarino. Vita trasognata, Casella, 1935.
- I tre romanzi. Le forze umane, Viaggio di Gararà, Astra e il sottomarino, a cura di Simona Cigliana, Roma, Edizioni dell’Altana, 1998.
- Quarto d'ora di poesia, musica di sentimenti, Mondadori, 1945.
- Visione di porto